# Districtsbestuursgebied
Een districtsbestuursgebied (DBG) (Afrikaans: distriksbestuursgebied (DBG), Engels: District Management Area (DMA)) was in Zuid-Afrika een gebied dat niet tot een gemeente behoort, maar rechtstreeks door het districtsbestuur wordt bestuurd. Meestal gaat het om dunbevolkte gebieden, zonder grote plaatsen die als bestuurscentrum zouden kunnen dienen, of om natuurreservaten / nationale parken.
Deze gebieden bestonden tussen 2001 en 2011. Sinds 2011 werden alle gebieden ingedeeld in een gemeente.

## Overzicht

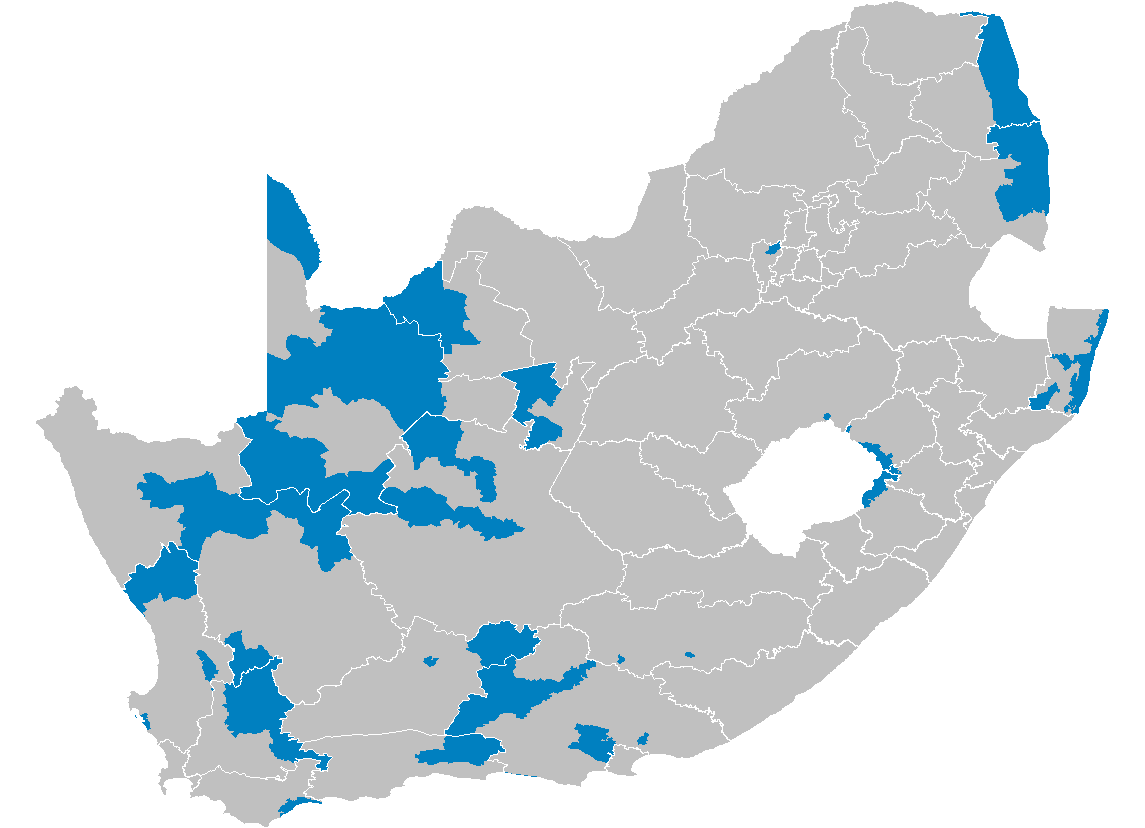
Districtsbestuursgebieden van Zuid-Afrika

| DBG (code)                                    | Inwoners |
| --------------------------------------------- | -------- |
| Schuinsdraai Natuurreservaat (CBDMA3)         |          |
| Krugerpark (CBDMA4)                           | 3 662    |
| Aberdeen Plain (ECDMA10)                      | 6 531    |
| Nationaal Park Bergkwagga (ECDMA13)           | 91       |
| Oviston Natuurreservaat (ECDMA14)             | 11       |
| O'Conners Camp (ECDMA44)                      |          |
| Nationaal park Golden Gate Hoogland (FSDMA19) | 174      |
| Wes-Rand (GTDMA41)                            | 5 783    |
| Highmoor/Kamberg Park (KZDMA22)               | 7        |
| Giants Castle Wildreservaat (KZDMA23)         | 511      |
| St Lucia Park (KZDMA27)                       | 5 080    |
| Mkhomazi Wildernisgebied (KZDMA43)            | 815      |
| Mdala Natuurreservaat (MPDMA31)               |          |
| Laeveld (MPDMA32)                             | 495      |
| Namakwaland (NCDMA06)                         | 813      |
| Bo-Karoo (NCDMA07)                            | 3 176    |
| Benede-Oranje (NCDMA08)                       | 9 083    |
| Diamantvelde (NCDMA09)                        | 4 523    |
| Kalahari (NCDMACB1)                           | 6 231    |
| Pilansberg Nasionale Park (NWDMA37)           | 297      |
| Weskus DBG (WCDMA01)                          | 4 263    |
| Breederivier DBG (WCDMA02)                    | 6 503    |
| Overberg DBG (WCDMA03)                        | 247      |
| Suid-Kaap DBG (WCDMA04)                       | 14 593   |
| Sentraal-Karoo DBG (WCDMA05)                  | 6 178    |
| Totaal                                        | 79 067   |